# Vänskapens dag
Vänskapens dag är en temadag för vänskap som firas i Sydamerika, den 20 juli i Uruguay, Brasilien och Argentina och 30 juli i Paraguay.

## Historia
Dagen grundades av Enrique Ernesto Febbraro från Argentina, i staden Lomas de Zamora. Denna stad är även kallad vänskapens huvudstad och där grundades organisationen World Association for Understanding. [källa behövs]
Febbraro grundade vänskapens dag den 20 juli 1969 då Apollo XI landade på månen eftersom han för första gången såg hur hela världen samlades och enades runt denna händelse. I och med denna händelse skickade han ut ett tusen brev till ett hundra länder, och fick 700 svar, och det var detta som lade grunden till vänskapens dag den 20 juli. [källa behövs]
Datumet kom sedan att ändras i Paraguay för att minnas Ramón Artemio Bracho kampanj Cruzada Mundial de la amistad från byn Puerto Pinasco, i Paraguay 30 juli 1958 för att belysa hur viktigt det är med vänskap och fred mellan alla människor. [källa behövs]

## Traditioner
Denna tradition är störst i Paraguay. Där träffas man och firar tillsammans med alla sina vänner och ordnar speciella vänskapens dag fester. Kvällen innan inhandlar man presenter till sina bästa vänner och på själva dagen gratulerar man alla man känner. Skolor, restauranger och barer anordnar speciella fester och firanden. [källa behövs]
Det är väldigt vanligt i Paraguay med traditionen "hemlig vän" då varje vän inom sin vänskapskrets, genom en utlottning med små pappersbitar med namn på, blir tilldelad en specifik vän som man ska köpa present till och firar lite extra då man har den stora vänskapens dag festen. Detta är givetvis en hemlighet vilken vän man blivit tilldelad fram tills de stora festligheterna tar plats.
Traditionen "hemlig vän" är väldigt vanlig även i skolor och på arbetsplatser. [källa behövs]
Vänskapens dag firas i många andra länder men på olika datum. [källa behövs]